# Lliga espanyola d'hoquei sobre herba femenina
|  | Aquest article tracta sobre la competició femenina. Si cerqueu la competició masculina, vegeu «Lliga espanyola d'hoquei sobre herba masculina». |

La Divisió d'Honor Femenina d'hoquei herba (oficialment en castellà: División de Honor Femenina de Hockey Hierba o DHF), coneguda com a Lliga Ibedrola d'Hoquei des del 2017, és una competició esportiva de club espanyols d'hoquei herba, creada la temporada 1985-86. De caràcter anual, està organitzada per la Reial Federació Espanyola d'Hoquei. Celebrada històricament en format lligueta, actualment es disputa en dues fases, una primera en sistema de tots contra tots, i una fase final en format de play-offs, on hi participen els vuit millors classificats de la fase anterior. Els quatres semifinalistes juguen una final four en una seu neutral que determina el campió del torneig
El dominador de la competició és el Club de Campo Villa de Madrid amb disset títols. El Club Deportiu Terrassa (1999-00, 2000-01, 2001-02, 2004-05, 2007-08), el Reial Club de Polo de Barcelona (2002-03, 2005-06) i el Júnior Futbol Club (2022-23) són els únic equips catalans que han guanyat la competició.

## Historial
| En negreta = Equip guanyador (pro.) = Pròrroga (so.) = Shoot-out (1) = Nombre de campionats Nota: Noms dels equips segons l'època |

| Edició  | Temp.   | Data                                                            | Campió                                                          | Resultat                                                        | Subcampió                                                       | Seu                                                             | refs   |
| ------- | ------- | --------------------------------------------------------------- | --------------------------------------------------------------- | --------------------------------------------------------------- | --------------------------------------------------------------- | --------------------------------------------------------------- | ------ |
| I       | 1985-86 | N/D                                                             | Reial Societat (1)                                              | lligueta                                                        | CD Terrassa                                                     |                                                                 | [ 2 ]  |
| II      | 1986-87 | N/D                                                             | Club de Campo (1)                                               | lligueta                                                        |                                                                 |                                                                 |        |
| III     | 1987-88 | N/D                                                             | Club de Campo (2)                                               | lligueta                                                        | CD Terrassa                                                     | [ 2 ]                                                           |        |
| IV      | 1988-89 | N/D                                                             | Club de Campo (3)                                               | lligueta                                                        | CD Terrassa                                                     | [ 2 ]                                                           |        |
| V       | 1989-90 | N/D                                                             | Club de Campo (4)                                               | lligueta                                                        |                                                                 |                                                                 |        |
| VI      | 1990-91 | N/D                                                             | Club de Campo (5)                                               | lligueta                                                        |                                                                 |                                                                 |        |
| VII     | 1991-92 | N/D                                                             | Club de Campo (6)                                               | lligueta                                                        |                                                                 |                                                                 |        |
| VIII    | 1992-93 | N/D                                                             | Reial Societat (2)                                              | lligueta                                                        | San Pablo Valdeluz                                              |                                                                 |        |
| IX      | 1993-94 | N/D                                                             | Reial Societat (3)                                              | lligueta                                                        | San Pablo Valdeluz                                              | [ 3 ]                                                           |        |
| X       | 1994-95 | N/D                                                             | Club de Campo (7)                                               | lligueta                                                        |                                                                 |                                                                 |        |
| XI      | 1995-96 | N/D                                                             | San Pablo Valdeluz (1)                                          | lligueta                                                        |                                                                 |                                                                 |        |
| XII     | 1996-97 | N/D                                                             | Reial Societat (4)                                              | lligueta                                                        |                                                                 |                                                                 |        |
| XIII    | 1997-98 | N/D                                                             | Reial Societat (5)                                              | lligueta                                                        | CD Terrassa                                                     | [ 2 ]                                                           |        |
| XIV     | 1998-99 | N/D                                                             | Reial Societat (6)                                              | lligueta                                                        | CD Terrassa                                                     | [ 2 ]                                                           |        |
| XV      | 1999-00 | N/D                                                             | CD Terrassa (1)                                                 | lligueta                                                        |                                                                 | [ 4 ]                                                           |        |
| XVI     | 2000-01 | N/D                                                             | CD Terrassa (2)                                                 | lligueta                                                        |                                                                 | [ 5 ]                                                           |        |
| XVII    | 2001-02 | N/D                                                             | CD Terrassa (3)                                                 | lligueta                                                        |                                                                 |                                                                 |        |
| XVIII   | 2002-03 | N/D                                                             | RC Polo (1)                                                     | lligueta                                                        | CD Terrassa                                                     | [ 6 ]                                                           |        |
| XIX     | 2003-04 | N/D                                                             | Club de Campo (8)                                               | lligueta                                                        | Reial Societat                                                  |                                                                 |        |
| XX      | 2004-05 | N/D                                                             | CD Terrassa (4)                                                 | 2-1                                                             | Júnior FC                                                       | Final en format de play-offs                                    | [ 7 ]  |
| XXI     | 2005-06 | N/D                                                             | RC Polo (2)                                                     | 2-0                                                             | Club de Campo                                                   | Final en format de play-offs                                    | [ 8 ]  |
| XXII    | 2006-07 | N/D                                                             | Club de Campo (9)                                               | 2-0                                                             | Atlètic Terrassa HC                                             | Final en format de play-offs                                    |        |
| XXIII   | 2007-08 | N/D                                                             | CD Terrassa (5)                                                 | 2-1                                                             | Júnior FC                                                       | Final en format de play-offs                                    |        |
| XXIV    | 2008-09 | N/D                                                             | Club de Campo (10)                                              | 2-0                                                             | Júnior FC                                                       | Final en format de play-offs                                    |        |
| XXV     | 2009-10 | N/D                                                             | Club de Campo (11)                                              | 2-0                                                             | Reial Societat                                                  | Final en format de play-offs                                    |        |
| XXVI    | 2010-11 | N/D                                                             | Club de Campo (12)                                              | 2-1                                                             | Reial Societat                                                  | Final en format de play-offs                                    | [ 9 ]  |
| XXVII   | 2011-12 | N/D                                                             | Club de Campo (13)                                              |                                                                 |                                                                 | Final en format de play-offs                                    |        |
| XXVIII  | 2012-13 | N/D                                                             | Reial Societat (7)                                              | 2-1                                                             | Club de Campo                                                   | Final en format de play-offs                                    |        |
| XXIX    | 2013-14 | N/D                                                             | Club de Campo (14)                                              | 2-1                                                             | Reial Societat                                                  | Final en format de play-offs                                    |        |
| XXX     | 2014-15 | 03-05-2015                                                      | Club de Campo (15)                                              | 2-1                                                             | Club Egara                                                      | Camp Pla del Bon Aire, Terrassa                                 |        |
| XXXI    | 2015-16 | 28-05-2016                                                      | SPV Complutense (2)                                             | 0-0 (4-3, so.)                                                  | Club de Campo                                                   | Club de Campo Villa de Madrid                                   |        |
| XXXII   | 2016-17 | 13-05-2017                                                      | Club de Campo (16)                                              | 1-0                                                             | Júnior FC                                                       | Camp Josep Marquès, Terrassa                                    |        |
| XXXIII  | 2017-18 | 03-06-2018                                                      | Reial Societat (8)                                              | 1-1 (3-0, so.)                                                  | Júnior FC                                                       | Camp Eduardo Dualde, Barcelona                                  | [ 10 ] |
| XXXIV   | 2018-19 | 19-05-2019                                                      | Club de Campo (17)                                              | 1-1 (4-3, so.)                                                  | Júnior FC                                                       | Camp Pla del Bon Aire, Terrassa                                 | [ 11 ] |
| XXXV    | 2019-20 | Competició suspesa degut al risc públic de contagi del COVID-19 | Competició suspesa degut al risc públic de contagi del COVID-19 | Competició suspesa degut al risc públic de contagi del COVID-19 | Competició suspesa degut al risc públic de contagi del COVID-19 | Competició suspesa degut al risc públic de contagi del COVID-19 | [ 12 ] |
| XXXVI   | 2020-21 | 02-05-2021                                                      | Club de Campo (18)                                              | 2-1                                                             | Júnior FC                                                       | Camp de Can Salas, Terrassa                                     | [ 13 ] |
| XXXVII  | 2021-22 | 08-05-2022                                                      | Sanse Complutense (3)                                           | 2-2 (3-1, so.)                                                  | Club de Campo                                                   | Club de Campo Villa de Madrid                                   | [ 14 ] |
| XXXVIII | 2022-23 | 11-06-2023                                                      | Júnior FC (1)                                                   | 4-2                                                             | Club de Campo                                                   | Estadi Martí Colomer, Terrassa                                  | [ 15 ] |
| XXXIX   | 2023-24 | 26-05-2024                                                      | RC Polo (3)                                                     | 3-2                                                             | Atlètic Terrassa HC                                             | Club de Campo Villa de Madrid                                   | [ 16 ] |
| XL      | 2024-25 |                                                                 | Club de Campo (19)                                              |                                                                 | Atlètic Terrassa HC                                             | Estadi Martí Colomer, Terrassa                                  |        |

## Palmarès
| Equip                           | Campió | Subcampió | Anys campió | Anys subcampió                                                |
| ------------------------------- | ------ | --------- | --- | ------------------------------------------------------------- |
| Club de Campo Villa de Madrid   | 18     | 4         | 1986-87, 1987-88, 1988-89, 1989-90, 1990-91, 1991-92, 1994-95, 2003-04, 2006-07, 2008-09, 2009-10, 2010-11, 2011-12, 2013-14, 2014-15, 2016-17, 2018-19, 2020-21 | 2005-06, 2012-13, 2015-16, 2021-22                            |
| Reial Societat                  | 8      | 4         | 1985-86, 1992-93, 1993-94, 1996-97, 1997-98, 1998-99, 2012-13, 2017-18                                                                                           | 2003-04, 2009-10, 2010-11, 2013-14                            |
| Club Deportiu Terrassa          | 5      | 6         | 1999-00, 2000-01, 2001-02, 2004-05, 2007-08 | 1985-86, 1987-88, 1988-89, 1997-98, 1998-99, 2002-03          |
| Club de Hockey Valdeluz         | 3      | 2         | 1995-96, 2015-16, 2021-22 | 1992-93, 1993-94                                              |
| Reial Club de Polo de Barcelona | 3      | 0         | 2002-03, 2005-06, 2023-24 | —                                                             |
| Júnior Futbol Club              | 1      | 7         | 2022-23 | 2004-05, 2007-08, 2008-09, 2016-17, 2017-18, 2018-19, 2020-21 |
| Atlètic Terrassa Hockey Club    | 0      | 2         | — | 2006-07, 2023-24                                              |
| Club Egara                      | 0      | 1         | — | 2014-15                                                       |